# 漢軍八旗
漢軍八旗（かんぐんはっき、満洲語: ᡠᠵᡝᠨ
ᠴᠣᠣᡥᠠᡞ
ᠵᠠᡣᡡᠨ
ᡤᡡᠰᠠ、転写：ujen coohai jakūn gūsa）は、清朝の社会・軍事組織である八旗の一部である。
漢軍八旗の成員の大部分は、清朝が山海関以北の満洲（中国東北部）に拠点を置いていた時期に政権に参加した非満洲人・非モンゴル人である。すなわち遼東半島一帯に居住していた漢人・朝鮮人などである。漢軍八旗は満洲八旗・蒙古八旗とともに清朝初期の軍隊の主力をなした。八旗以外の漢人はニカンと呼ばれ区別された。
1644年、李自成によって明朝の中央政府が崩壊すると、山海関の守将呉三桂は清に投降し、清は中原に入った。その後の20年間で清軍は李自成・張献忠・南明政権を次々と破り、中国全土を支配した。漢軍八旗は他の八旗兵と同様に清軍の主力部隊となり、大部分の戦闘に参加した。
漢軍八旗の成員は代々満洲人・モンゴル人と通婚し、まとめて「旗人」「旗兵」と呼ばれ、満洲人やモンゴル人と同等の待遇と特権を得ていた。これにより漢軍八旗の伝統・習俗は、例えば纏足をしないなど、満洲人に近いものとなった。しかし満漢偶数官制では漢人として扱われた。このことは漢人任用枠に忠誠度の高い漢軍旗人をあてることが出来るため当初は有効であったが、民籍の漢人科挙官僚の総督・巡撫といった役職への任用の増加や満洲人の漢語習得・漢文化吸収が進み漢軍旗人の重要度が低下し、乾隆年間には旗人の人口増加に伴う八旗の生活困窮が大きな問題となり、漢軍旗人を民間籍に移す「漢軍出旗」が行われた。
辛亥革命以降も漢軍八旗の子孫は民籍漢人からは満洲人と見なされ、自身達も旗人を自称し、中華人民共和国成立後の民族区分では大部分が満族に編入された。

## 漢軍八旗の人物
- 洪承疇
- 尚可喜
- 趙良棟
- 蔡毓栄
- 劉国軒
- 年羹堯
- 岳鍾琪
- 曹寅
- 曹雪芹
  - 『紅楼夢』に登場する女性には纏足をしている様子がないなどの漢軍旗人の生活が反映されている。
- 黎愍帝
  - 後黎朝大越の最後の皇帝。ドンダーの戦い後、家臣と共に安南黎氏佐領として鑲黄旗漢軍に配属された。
- 蔣文慶
- フミンガ（富明阿）
- 寿山
- 張徳彝
- 裕庚
- 趙爾巽
- 趙爾豊